# Ясениця (Нижньосілезьке воєводство)
Ясениця (пол. Jasienica) — село в Польщі, у гміні Зембіце Зомбковицького повіту Нижньосілезького воєводства.
Населення — 71 особа (2011).
У 1975-1998 роках село належало до Валбжиського воєводства.

## Демографія
Демографічна структура станом на 31 березня 2011 року:
|          | Загалом | Допрацездатний вік | Працездатний вік | Постпрацездатний вік |
| -------- | ------- | ------------------ | ---------------- | -------------------- |
| Чоловіки | 37      | 9                  | 24               | 4                    |
| Жінки    | 34      | 6                  | 21               | 7                    |
| Разом    | 71      | 15                 | 45               | 11                   |